# Jessica Biel

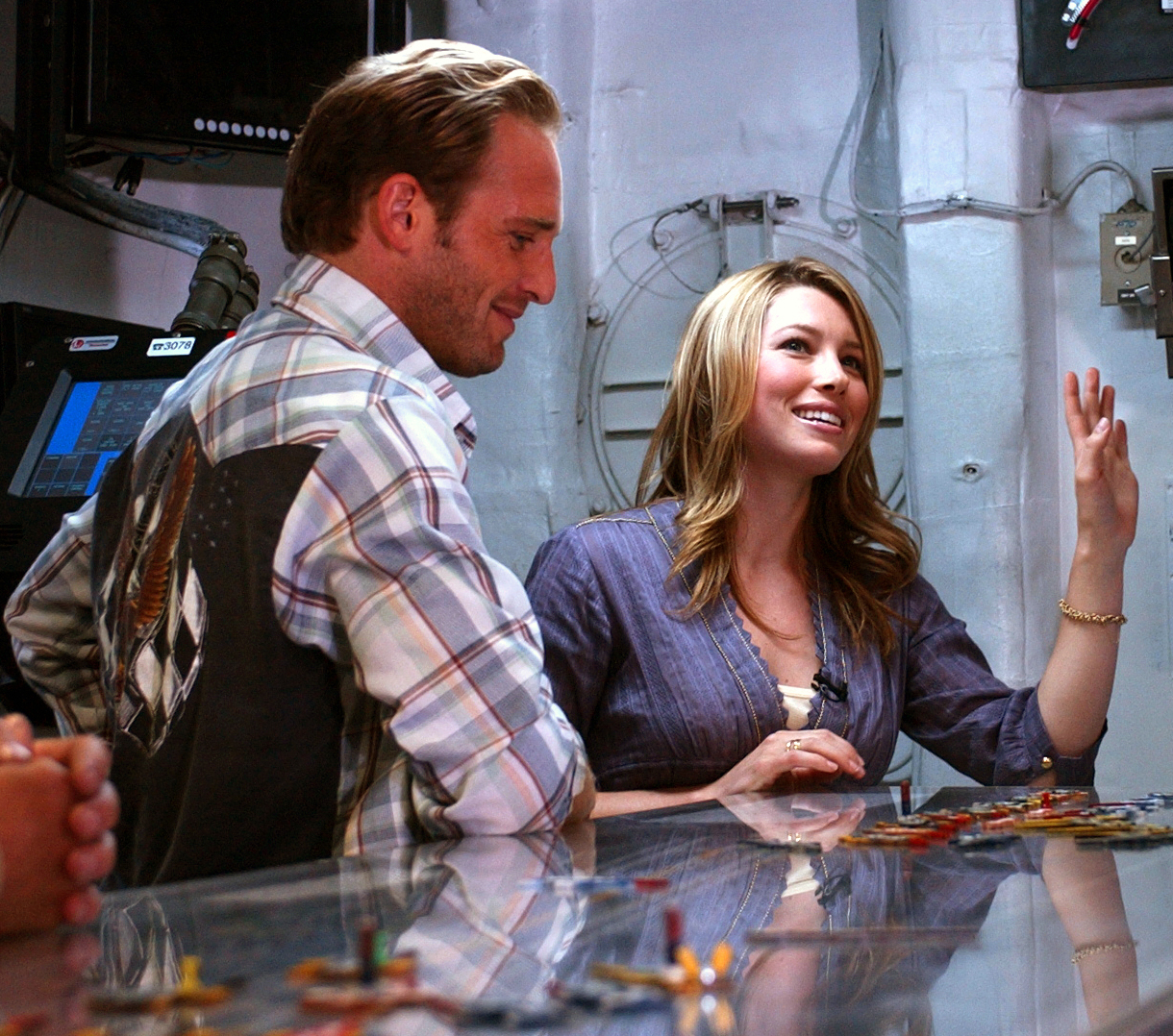
Josh Lucas i Jessica Biel (2005)

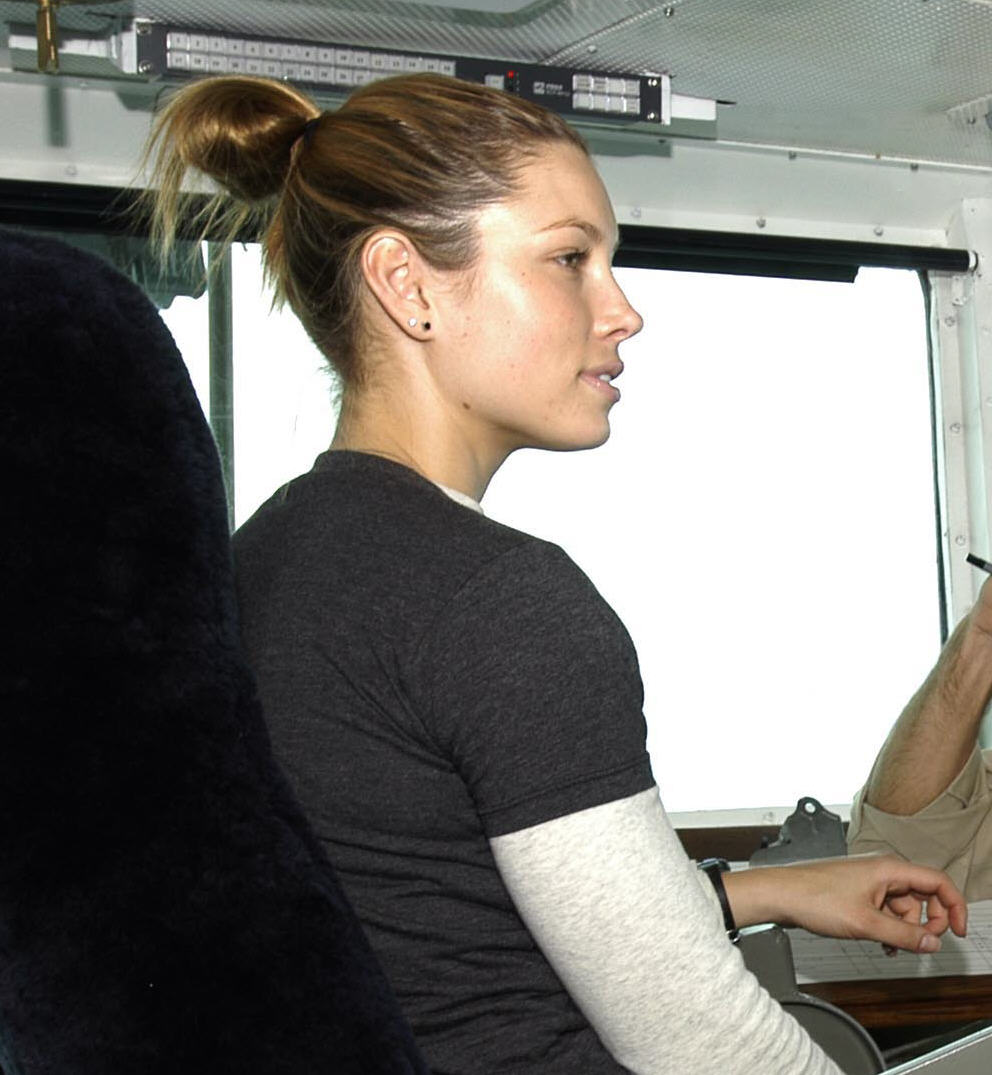
Jessica Biel w 2004 roku

Jessica Biel (ur. 3 marca 1982 w Ely) – amerykańska aktorka i modelka. Znana z roli Mary Camden w serialu Siódme niebo oraz takich produkcji jak Państwo młodzi: Chuck i Larry, Iluzjonista czy Odwaga i nadzieja.

## Życiorys
Urodziła się w miasteczku Ely położonym w stanie Minnesota w USA. Córka Kimberly i Jona Biel. Ma młodszego brata Justina (ur. 1985).

### Kariera aktorska
W wieku dwunastu lat przeniosła się do Los Angeles. Dwa lata później zaczęła grać Mary Camden w serialu Siódme niebo. Była nominowana do nagrody Young Artist Award. W 1998 roku zagrała u boku Jonathana Taylora Thomasa w filmie Przyjadę do domu na święta jako Allie. Współpracowała z reżyserem Aaronem Spellingiem, to dzięki niemu zaczęła osiągać sukcesy zawodowe w Hollywood. Kolejna znakomita rola to Tenley Parrish w 2001 roku w komedii romantycznej Letnia przygoda, zagrana z Freddiem Prinze’em Juniorem. Biel zagrała w tym filmie dziewczynę z wyższych sfer, która zakochała się w chłopaku z innej klasy społecznej.
W 2003 nadal pracowała w serialu Siódme Niebo, realizując się zawodowo. Zagrała w remake'u: Teksańskiej masakrze piłą mechaniczną, który przez trzy tygodnie po premierze utrzymywał się na 1. miejscu oglądalności w USA.
8 grudnia 2004 odbyła się światowa premiera horroru Blade: Mroczna trójca. Film był nagrywany w 2003 roku w Australii, jego budżet wyniósł sto trzydzieści milionów dolarów. Jessica zagrała w nim rolę Abigail Whistler.
W 2005 roku zagrała Ellen Kishmore w komedii romantycznej Elizabethtown. Wystąpiła tam wraz z Orlandem Bloomem, Kirsten Dunst i Judy Greer. Rok później zagrała rolę księżniczki Sophie w filmie Iluzjonista, a następnie w dramacie Odwaga i nadzieja. Film zdobył Złoty Glob oraz był nominowany do Nagrody Akademii Filmowej. W kolejnej komedii romantycznej, Państwo młodzi: Chuck i Larry, wystąpiła u boku Adama Sandlera.
W 2008 roku zagrała w dramacie Powder Blue rolę striptizerki Rose-Johnny wraz z Forestem Whitakerem i Patrickiem Swayzem. W 2008 roku do kin weszła komedia romantyczna z Biel Wojna domowa.

### Życie prywatne
Mieszka w Brentwood, elitarnej dzielnicy Los Angeles. Ukończyła trzy semestry w Tufts University w Bostonie. Bierze udział w akcjach charytatywnych takich jak Best Friends Animal Sanctuary czy PETA. 19 października 2012 wzięła ślub z piosenkarzem Justinem Timberlakiem. W kwietniu 2015 urodził im się syn Silas Randall Timberlake.

## Kontrowersje
Została sfotografowana z przeciwnikami ustawodawstwa dotyczącego szczepień, które miało na celu zaostrzenie zwolnień medycznych dla szczepionek w Kalifornii. Następnie sama głośno sprzeciwiła się ustawie, która ostatecznie przeszła i weszła w życie w styczniu 2020 r., co spowodowało, że wielu fanów przypisało jej łatkę „antyszczepionkowca”. Twierdzeniom tym zaprzeczyła i wyznała, że nie sprzeciwia się szczepieniom, ale ustawodawstwu mającemu na celu zaostrzenie kalifornijskich przepisów dotyczących szczepień.

## Filmografia
- 1994: It's a Digital World, jako Regrettal (głos)
- 1996–2006: Siódme niebo (7th Heaven), jako Mary Camden
- 1997: Złoto Uleego (Ulee's Gold), jako Casey Jackson
- 1998: Przyjadę do domu na święta (I'll Be Home for Christmas), jako Allie
- 2001: Letnia przygoda (Summer Catch), jako Tenley Parrish
- 2002: Żyć szybko, umierać młodo (The Rules of Attraction), jako Lara Holleran
- 2003: Teksańska masakra piłą mechaniczną (The Texas Chainsaw Massacre), jako Erin Hardesty
- 2004: Komórka (Cellular), jako Chloe
- 2004: Blade: Mroczna trójca (Blade: Trinity), jako Abigail Whistler
- 2005, 2013: Głowa rodziny (Family Guy), jako Brooke (głos)
- 2005: Niewidzialny (Stealth), jako porucznik Kara Wade
- 2005: London, jako London
- 2005: Elizabethtown, jako Ellen Kishmore
- 2006: Iluzjonista (The Illusionist), jako księżna Sophie von Teschen
- 2006: Odwaga i nadzieja (Home of the Brave), jako Vanessa Price
- 2007: Next, jako Liz Cooper
- 2007: Państwo młodzi: Chuck i Larry (I Now Pronounce You Chuck and Larry), jako Alex McDonough
- 2008: Wojna domowa (Easy Virtue), jako Larita Whittaker
- 2008: Hole in the Paper Sky, jako Karen Watkins
- 2009: Guys and Dolls at the Hollywood Bowl, jako Sarah Brown
- 2009: Planeta 51 (Planet 51), jako Neera (głos)
- 2009: Błękitny deszcz (Powder Blue), jako Rose-Johnny
- 2010: Drużyna A (The A-Team), jako kapitan Charissa Sosa
- 2010: Walentynki (The Valentine's Day), jako Kara Monahan
- 2011: Sylwester w Nowym Jorku (New Year's Eve), jako Tess
- 2012: Człowiek z Cold Rock (The Tall Man), jako Julia Denning
- 2012: Pamięć absolutna (Total Recall), jako Melina
- 2012: Hitchcock, jako Vera Miles
- 2012: Trener bardzo osobisty (Playing for Keeps), jako Stacie
- 2013: The Truth About Emanuel, jako Linda
- 2014: Jess i chłopaki (New Girl), jako Kat
- 2014: Nailed, jako Alice Eckle
- 2014: Shiva and May
- 2015: Accidental Love jako Alice Eckle
- 2016: A Kind of Murder jako Clara Stackhouse
- 2016: Super Spark: Gwiezdna misja jako Vix (głos)
- 2016: Księga miłości (The Book of Love) jako Penny
- 2017: Grzesznica (The Sinner) jako Cora Tannetti
- 2019: Limetown jako dziennikarka śledcza Lia Haddock
- 2022: Candy. Śmierć w Teksasie jako Candace Montgomery

## Wyróżnienia
- 5. miejsce na liście Maxim's Hot 100 w 2007 roku
- 5. miejsce na liście 99 Najpiękniejszych Kobiet w 2007 roku na stronie AskMen.com
- 1. miejsce na liście 100 Najseksowniejszych Kobiet magazynu Stuff w 2007 roku
- 2. miejsce na liście 100 Najseksowniejszych Kobiet Świata magazynu „FHM” w 2008 roku